# Béissovo
Béissovo (en rus: Бейсово) és un poble de Baixkíria, a Rússia, que en el cens del 2010 tenia 96 habitants. Pertany al districte d'Arkhànguelskoie.